# Realismo platônico
Realismo platônico é um termo filosófico usado para se referir ao realismo em relação à existência de "universais", conforme o filósofo Platão (427 a.C. - 347 a.C.), discípulo de Sócrates e mestre de Aristóteles. Como os Universais eram considerados por Platão formas ideais, eles também são chamados de idealismo platônico.

## Universais
Para o Realismo platônico os Universais não existem da forma como os objetos físicos existem, mas são considerados como possuindo uma forma divina de existência.

### Teorias dosuniversais
As teoria dos universais, incluindo o realismo platônico, são desafiadas a satisfazer certas limitações

### Formas
Um tipo de universal definido por Platão é a forma ou a ideia.

## Particularidades
No realismo platônico, formas são relacionadas com particulares (instâncias de objetos e propriedades) de tal modo que um particular é visto como uma cópia da sua forma. Por exemplo, diz-se que uma maçã em particular é uma cópia da "classe maçã" e sua cor vermelha, por exemplo, é uma instância da tonalidade vermelha.